# Бейсуг (Приморско-Ахтарский район)
Бейсуг — хутор в Приморско-Ахтарском районе Краснодарского края.
Входит в состав Ольгинского сельского поселения.

## География
Хутор Бейсуг расположен на реке Бейсуг, у Бейсугского водохранилища.
Улица одна — ул. Степная.

## Население
| 2002 | 2010 |
| ---- | ---- |
| 150  | ↘94  |